# Kawanuma, Fukushima
Kawanuma (河沼郡 Kawanuma-gun) là huyện thuộc tỉnh Fukushima, Nhật Bản. Tính đến ngày 1 tháng 10 năm 2020, dân số ước tính của huyện là 21.230 người và mật độ dân số là 75 người/km2. Tổng diện tích của huyện là 283,8 km2.